# Phytocoris alamogordo
Phytocoris alamogordo är en insektsart som beskrevs av Stonedahl 1988. Phytocoris alamogordo ingår i släktet Phytocoris och familjen ängsskinnbaggar. Inga underarter finns listade i Catalogue of Life.